# Kečovo
Kečovo es un municipio del distrito de Rožňava en la región de Košice, Eslovaquia, con una población estimada a final del año 2024 de 306 habitantes.
Se encuentra ubicado al oeste de la región, en la cuenca hidrográfica del río Hernád, y cerca de la frontera con la región de Banská Bystrica y Hungría.

## Demografía
| Año        | 1994 | 2004     | 2014    | 2024     |
| ---------- | ---- | -------- | ------- | -------- |
| Población  | 467  | 397      | 371     | 306      |
| Diferencia |      | −14,98 % | −6,54 % | −17,52 % |

| Año        | 2023 | 2024 |
| ---------- | ---- | ---- |
| Población  | 306  | 306  |
| Diferencia |      | +0 % |